# Agrias hewitsonius
Agrias hewitsonius  es una especie de lepidóptero de la familia Nymphalidae. Es originaria de Sudamérica.

## Subespecies
- Agrias hewitsonius hewitsonius (Brasil (Amazonas))
- Agrias hewitsonius beatifica (Ecuador, Perú)
- Agrias hewitsonius stuarti (Perú, Colombia, Brasil (Amazonas))
- Agrias hewitsonius beata (Perú)